# Metaxyaceae
Metaxyaceae é uma família monotípica de pteridófitas neotropicais da ordem Cyatheales da classe Polypodiopsida, que tem Metaxya como único género. A classificação do Pteridophyte Phylogeny Group, de 2016, o sistema PPG I, considera este agrupamento ao nível taxonómico de família, mas, alternativamente, o género pode ser colocado na subfamília Metaxyoideae de uma família Cyatheaceae mais amplamente definida, a colocação familiar utilizada em Plants of the World Online.

## Descrição
É distribuída neotropicalmente com ocorrência nas Américas, distribuída no sul do México, América  Central, Pequenas  Antilhas, Trinidad, Colômbia, Venezuela, Guianas, Equador, Peru, Bolívia e Brasil. São plantas terrestres majoritariamente rupícolas, ou seja, vivem sobre afloramentos rochosos e, em casos raros, são epífitas.
São plantas vasculares caracterizadas por grandes frondes que se aproximam dos 2,5 m de comprimento com rizoma resistente que crescem produzindo brotos, e apresentam estelos com o tecido parenquimatoso central cercado pelo sistema vascular, além disso, o ápice é caracterizado pela presença de pelos e ausência de escamas. O pecíolo é contínuo ao rizoma com presença de único feixe vascular na base.
O tricoma apresenta coloração amarelada ou alaranjada e é dividido em septos, o que pode ser facilmente observado.
Suas folhas são monomórficas, ou seja, possuem a mesma forma, semelhantes entre si, e podem crescer emitindo aglomerados de brotos e caules, além de apresentarem raízes constituídas por vários eixos. As lâminas têm o formato pinado e a grande maioria não apresenta pubescência, apesar de algumas manifestarem pelos esparsos.
A distribuição de suas nervuras podem apresentar padrão aberto, simples ou bifurcado. Os soros ficam na parte inferior das lâminas foliares, irregularmente dispostos, com presença de paráfises e ausência da proteção dos esporângios (indúsios). Os esporângios também possuem pedicelos curtos e os esporos podem ser tetraédricos, globosos ou triletes, ou seja, com formato semi triangular e estrutura em forma de Y.
No Brasil ocorre na região Amazônica, Paraíba, Pernambuco e Bahia, com 4 das 6 espécies de seu único gênero, Metaxya: Metaxya lanosa (A. R. Sm. & Tuomisto), Metaxya parkeri (Hook. & Grev.) J. Sm., Metaxya rostrata (Kunth) C.Presl, Metaxya scalaris (Tuomisto & G.G. Cárdenas).

## Espécies
A base de dados taxonómicos Plants of the World Online aceita as seguintes espécies:
| Imagem | Nome científico                               | Distribuição |
| ------ | --------------------------------------------- | --- |
|        | Metaxya contamanensis Tuomisto & G.G.Cárdenas | Peru até à Bolívia |
|        | Metaxya elongata Tuomisto & G.G.Cárdenas      | Belize, Colômbia, Costa Rica, Guatemala, Honduras, Panamá, Venezuela |
|        | Metaxya lanosa A.R.Sm. & Tuomisto             | Peru, Venezuela (Amazonas) até à Guiana. |
|        | Metaxya rostrata (Kunth) C.Presl              | México (Chiapas), Belice, Bolivia, Brasil, Colombia, Costa Rica, Ecuador, Guayana Francesa, Guatemala, Guyana, Honduras, Nicaragua, Panamá, Perú, Surinam, Trinidad-Tobago y Venezuela. |
|        | Metaxya scalaris Tuomisto & G.G.Cárdenas      | Brasil, Guiana Francesa, Guiana, Suriname, Venezuela |

## Filogenia
A filogenia do género Metaxya é a seguinte:

|  | M. rostrata (Kunth) Presl       |
|  |                                 |
|  | M. scalaris Tuomisto & Cárdenas |
|  |                                 |

|  | M. lanosa Smith & Tuomisto                                                                               |
|  | |
|  | \| \| M. contamanensis Tuomisto & Cárdenas \| \| \| \| \| \| M. elongata Tuomisto & Cárdenas \| \| \| \| |
|  | |
|  | M. contamanensis Tuomisto & Cárdenas                                                                     |
|  | |
|  | M. elongata Tuomisto & Cárdenas                                                                          |
|  | |

|  | M. contamanensis Tuomisto & Cárdenas |
|  |                                      |
|  | M. elongata Tuomisto & Cárdenas      |
|  |                                      |

|  | M. rostrata (Kunth) Presl       |
|  |                                 |
|  | M. scalaris Tuomisto & Cárdenas |
|  |                                 |

|  | M. lanosa Smith & Tuomisto                                                                               |
|  | |
|  | \| \| M. contamanensis Tuomisto & Cárdenas \| \| \| \| \| \| M. elongata Tuomisto & Cárdenas \| \| \| \| |
|  | |
|  | M. contamanensis Tuomisto & Cárdenas                                                                     |
|  | |
|  | M. elongata Tuomisto & Cárdenas                                                                          |
|  | |

|  | M. contamanensis Tuomisto & Cárdenas |
|  |                                      |
|  | M. elongata Tuomisto & Cárdenas      |
|  |                                      |

|  | M. rostrata (Kunth) Presl       |
|  |                                 |
|  | M. scalaris Tuomisto & Cárdenas |
|  |                                 |

|  | M. lanosa Smith & Tuomisto                                                                               |
|  | |
|  | \| \| M. contamanensis Tuomisto & Cárdenas \| \| \| \| \| \| M. elongata Tuomisto & Cárdenas \| \| \| \| |
|  | |
|  | M. contamanensis Tuomisto & Cárdenas                                                                     |
|  | |
|  | M. elongata Tuomisto & Cárdenas                                                                          |
|  | |

|  | M. contamanensis Tuomisto & Cárdenas |
|  |                                      |
|  | M. elongata Tuomisto & Cárdenas      |
|  |                                      |

|  | M. rostrata (Kunth) Presl       |
|  |                                 |
|  | M. scalaris Tuomisto & Cárdenas |
|  |                                 |

|  | M. lanosa Smith & Tuomisto                                                                               |
|  | |
|  | \| \| M. contamanensis Tuomisto & Cárdenas \| \| \| \| \| \| M. elongata Tuomisto & Cárdenas \| \| \| \| |
|  | |
|  | M. contamanensis Tuomisto & Cárdenas                                                                     |
|  | |
|  | M. elongata Tuomisto & Cárdenas                                                                          |
|  | |

|  | M. contamanensis Tuomisto & Cárdenas |
|  |                                      |
|  | M. elongata Tuomisto & Cárdenas      |
|  |                                      |